# Merodontina silvatica
Merodontina silvatica är en tvåvingeart som beskrevs av Haupt och Azuma 1998. Merodontina silvatica ingår i släktet Merodontina och familjen rovflugor. Inga underarter finns listade i Catalogue of Life.